# Jordbrukssamhälle

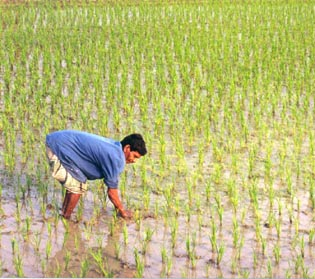
Risodling för hand i Bangladesh.

Ett jordbrukssamhälle, bondesamhälle eller agrarsamhälle är en sammanfattande beteckning på ett geografiskt område där produktionen till största del är av jordbrukskaraktär eller där de största värdena skapas inom jordbruket. De flesta av västvärldens gamla jordbrukssamhällen utvecklades från andra halvan av 1800-talet till industrisamhällen, som i sin tur från slutet av 1970-talet utvecklades till data, IT- och tjänstesamhällen.
Övergången från en ekonomi baserad på jagande och samlande (se jägare-samlare) till att bruka jorden skedde långsamt, och vid helt olika tidpunkter i världen. På vissa platser försörjer sig människor fortfarande huvudsakligen på jakt, fiske och samlande. Om Främre Asien kan man någorlunda säkert säga att övergången skedde mellan 8 000 och 6 000 f.Kr., i vissa delar av Syd- och Centralamerika mellan 6 000 och 4 000 f.Kr., vilket även gäller för Östasien, Egypten samt sydöstra och mellersta Europa. Indien, västra, norra och nordöstra Europa samt delar av Afrika inträdde i jordbrukarsamhället mellan 4 000 och 2 000 f.Kr.
Samhället tog sig antingen formen av ett bondesamhälle med fria självägande bönder, eller så användes godsdrift (vilket framför allt skedde i Främre Asien, Egypten och romarriket). Den senare varianten hade en av två slags organisationsprinciper: Gutsherrschaft eller Grundherrschaft. Den förra kännetecknades av att arbetskraften utgjordes av lantarbete och hantverkare som arbetade direkt hos godsägaren, under ledning av förmän av något slag. Den senare kännetecknades av att inkomsterna, istället för att huvudsakligen komma från själva godset, inflöt i form av penning- och naturaavgifter samt dagsverken, från människorna i trakten, torpare och brukare.

### Fotnoter
1. ↑  ”Den industriella revolutionen”. 15 mars 2009. Arkiverad från originalet den 13 april 2011. https://web.archive.org/web/20110413224235/http://historia2.se/index.php?option=com_content&view=article&id=62&Itemid=82. Läst 9 augusti 2011.
2. ↑  ”Det nya Sverige”. Arkiverad från originalet den 13 augusti 2010. https://web.archive.org/web/20100813012527/http://www.entreprenorsregionen.se/res/pub/1490/DetNyaSverige.pdf. Läst 9 augusti 2011.